# Miovalencia
Miovalencia è un genere estinto di pesci ossei appartenente alla famiglia Valenciidae, descritto a partire da resti fossili provenienti dal Miocene medio dell'Europa sud-orientale, in particolare dal sito di Gračanica nel bacino di Bugojno (Bosnia ed Erzegovina). Il genere include due specie note, di cui una è il risultato di una riassegnazione tassonomica da un genere precedente.

## Descrizione
I fossili di Miovalencia sono rappresentati da numerosi esemplari (179 individui), molti dei quali con otoliti in situ. L'analisi morfologica, comprendente dati meristici, osteologici e otolitici, ha permesso di distinguere questo genere all’interno della famiglia Valenciidae. In particolare, è emersa l'importanza diagnostica sia dell’otolite sacrale (sagitta) che di quello utricolare (lapillus), solitamente meno utilizzato in sistematica.

## Classificazione
Miovalencia è stato descritto nel 2024 ed è stato attribuito ai Valenciidae sulla base di un’analisi filogenetica che ha utilizzato una matrice morfologica ampliata rispetto a studi precedenti. Le analisi sono state condotte sia in modo non vincolato, sia con l’uso di un'analisi molecolare per i taxa attuali.
Il genere include due specie:
- †Miovalencia gračanicae – specie tipo
- †Miovalencia bugojnensis – nuova combinazione da un genere precedentemente assegnato

## Importanza paleobiogeografica
La scoperta di Miovalencia amplia l'areale noto dei Valenciidae fossili al Dinaride Lake System dell'Europa sud-orientale. Ciò contrasta fortemente con la distribuzione attuale della famiglia, oggi limitata a un solo genere con tre specie.